# 溫琴佐·尼巴利
文森佐·尼巴利（義大利語：Vincenzo Nibali；1984年11月14日—）是一位前意大利自行車運動員，歷史上少數曾獲得三大自行車環賽總冠軍的七位自行車選手之一。
他是2010年環西自行車賽總冠軍、2013年、2016年環義自行車賽總冠軍、2014年环法自行车赛總冠軍。
於2022年起退役，目前為 UCI ProTeam Q36.5 Pro Cycling Team技術顧問。

## 歷年重要戰績

### 三大賽
2013、2016環義總冠軍，7座環義賽單站冠軍
2014環法總冠軍，5座環法賽單站冠軍
2010環西總冠軍，1座環西賽單站冠軍

### 多站賽
2017環克羅埃西亞總冠軍
2016環阿曼總冠軍
2012、2013義大利雙海賽(Tirreno-Adriatico)總冠軍
2008、2013環特倫托(Giro del Trentino)總冠軍

### 單日賽
2017臺灣自行車登山王挑戰冠軍
2015環倫巴底（落葉古典賽）冠軍
2014、2015義大利國家公路冠軍
2006布列塔尼經典賽(GP Ouest-France)冠軍